# Tilia likiangensis
Tilia likiangensis Hung T.Chang – gatunek drzewa z rodziny ślazowatych. Występuje naturalnie w Chinach – w północno-zachodniej części prowincji Junnan. 

## Morfologia
PokrójZrzucające liście drzewo.
LiścieBlaszka liściowa ma owalnie podługowaty kształt. Mierzy 9–12 cm długości oraz 4–6 cm szerokości, jest piłkowana na brzegu, ma nasadę od sercowatej do ściętej i wierzchołek od ostrego do spiczastego. Ogonek liściowy jest owłosiony i ma 20–35 mm długości.
KwiatyZebrane po 6–16 w wierzchotkach wyrastających z kątów lancetowatych podsadek o długości 6–9 cm. Mają 5 działki kielicha o owalnym kształcie i dorastające do 4–5 mm długości. Płatków jest 5, mają owalny kształt i osiągają do 6–7 mm długości. Pręcików jest około 35.

## Biologia i ekologia
Rośnie w lasach. Występuje na wysokości około 2300 m n.p.m.